# Luitpold Prinz von Bayern
Luitpold Wittelsbach, właśc. Luitpold Ruprecht Henryk Wittelsbach (ur. 14 kwietnia 1951 w Leutstetten jako Luitpold Rupprecht Heinrich Prinz von Bayern) – książę bawarski z dynastii Wittelsbachów, przedsiębiorca.
Syn ostatniego, urodzonego przed likwidacją monarchii, księcia Ludwika (ur. 1913, zm. 2008) i jego kuzynki – księżniczki bawarskiej Irmingard z dynastii Wittelsbachów (ur. 1923, zm. 2010). Matka Luitpolda urodziła jeszcze dwoje dzieci (córki), jednak zmarły one zaraz po narodzinach.
25 czerwca 1979 roku w Starnberg w czasie cywilnej uroczystości poślubił Katarzynę Beatrycze Wiegand (ur. 19 września 1951 w Monachium), córkę Gerda Wiegand i Ellen Schumacher. Ślub kościelny odbył się dzień później w klasztorze Andechs. Pierwotnie małżeństwo to zostało uznane za morganatyczne, jednak 3 marca 1999 roku nadano mu status małżeństwa równoprawnego (zgodnego z zasadami dynastycznymi obowiązującymi w rodzie Wittelsbachów).
Para ma pięcioro dzieci:
- księżniczka Augusta Maria Filipa (ur. 1979)

∞ książę Ferdinand zur Lippe-Weissenfeld
książę Louis-Ferdinand Ludwig Beatus Bernhard Christopher Julio Patrick zur Lippe-Weissemfeld (ur. 2013)
- księżniczka Alicja Izabella Maria (ur. 1981)

∞ książę Lukas von Auersperg
* księżniczka Olivia Sophie Marie Gobertina von Auersperg (ur. 2013)
- książę Ludwik Henryk (ur. 1982)
- książę Henryk Rudolf (ur. 1986)
- książę Karol Ruprecht (ur. 1987)[1].

Książę Luitpold jest dyrektorem generalnym König Ludwig GmbH & Co. KG Schlossbrauerei Kaltenberg – browaru należącego do rodziny Wittelsbachów. W 2011 przejął manufakturę porcelany Nymphenburg.
Został odznaczony Orderem Bawarskim Zasługi (Bayerischer Verdienstorden, 2000) i Krzyżem Kawalerskim Orderu Zasługi Republiki Federalnej Niemiec (Verdienstkreuz am Bande des Verdienstordens der Bundesrepublik Deutschland, 2005).

## Tradycyjne tytuły
Zgodnie z obowiązującym w tej rodzinie tradycyjnie prawem salickim używane w kręgu prywatnym, lecz niemającym umocowania prawnego tytuły rodowe dziedziczą męscy przedstawiciele rodu. Obecnie głową rodziny jest Franz von Bayern. Obecnie używa on tytułów: księcia Bawarii, Frankonii i Szwabii, hrabiego palatyna Reńskiego, jakobickiego króla Anglii, Szkocji, Irlandii i Francji oraz króla Cypru i Jerozolimy. Franz von Bayern nie ma jednak dzieci, dlatego za następcę uważa się jego młodszego brata Maksa Emanuela, który odziedziczy wszystkie tytuły. Max Emanuel ma pięć córek m.in.: Zofię księżną Liechtensteinu, Marię księżną wirtemberską. Najstarsza córka Zofia po śmierci wuja i ojca odziedziczy tytuł jakobickiej pretendentki do tronu Anglii i Szkocji. Tradycyjny tytuł księcia Bawarii przypadnie księciu Luitpoldowi.

## Genealogia
| Prapradziadkowie                             | Rudolf von Croy (1823-1902) ∞ 1853 Nathalie de Ligne (1835-1863)             | Engelbert August von Arenberg (1824-1875) ∞1868 Eleonore von Arenberg (1845-1919) | Luitpold Wittelsbach (1821-1912) ∞1844 Augusta Ferdynanda Habsburg-Lotaryńska (1825-1864)    | Luitpold Wittelsbach (1821-1912) ∞1844 Augusta Ferdynanda Habsburg-Lotaryńska (1825-1864)    | Ferdynand Karol Habsburg-Este (1821-1849) ∞1847 Elżbieta Franciszka Habsburg-Lotaryńska (1831-1903) | Ferdynand Karol Habsburg-Este (1821-1849) ∞1847 Elżbieta Franciszka Habsburg-Lotaryńska (1831-1903) | wielki książę Luksemburga Adolf (1817-1905) ∞1851 Adelajda Maria Anhalt-Dessau (1833-1916) | król Portugalii Michał I Bragança (1802-1866) ∞1851 Adelajda Löwenstein-Wertheim-Rosenberg (1831-1909) |
| Pradziadkowie                                | Carl Alfred von Croy (1859-1906) ∞ 1888 Ludmilla von Arenberg (1870-1953)    | Carl Alfred von Croy (1859-1906) ∞ 1888 Ludmilla von Arenberg (1870-1953)         | król Bawarii Ludwik III Wittelsbach (1845–1921) ∞1868 Maria Teresa Habsburg-Este (1849–1919) | król Bawarii Ludwik III Wittelsbach (1845–1921) ∞1868 Maria Teresa Habsburg-Este (1849–1919) | król Bawarii Ludwik III Wittelsbach (1845–1921) ∞1868 Maria Teresa Habsburg-Este (1849–1919)        | król Bawarii Ludwik III Wittelsbach (1845–1921) ∞1868 Maria Teresa Habsburg-Este (1849–1919)        | wielki książę Luksemburga Wilhelm IV (1852–1912) ∞1893 Maria Anna Bragança (1861–1942)     | wielki książę Luksemburga Wilhelm IV (1852–1912) ∞1893 Maria Anna Bragança (1861–1942)                 |
| Dziadkowie                                   | Isabella von Croy (1890-1982) ∞1912 Franciszek Maria Wittelsbach (1875-1957) | Isabella von Croy (1890-1982) ∞1912 Franciszek Maria Wittelsbach (1875-1957)      | Isabella von Croy (1890-1982) ∞1912 Franciszek Maria Wittelsbach (1875-1957)                 | Isabella von Croy (1890-1982) ∞1912 Franciszek Maria Wittelsbach (1875-1957)                 | książę Bawarii Ruppert Wittelsbach (1869-1955) ∞1921 Antonina Luksemburska (1889–1954)              | książę Bawarii Ruppert Wittelsbach (1869-1955) ∞1921 Antonina Luksemburska (1889–1954)              | książę Bawarii Ruppert Wittelsbach (1869-1955) ∞1921 Antonina Luksemburska (1889–1954)     | książę Bawarii Ruppert Wittelsbach (1869-1955) ∞1921 Antonina Luksemburska (1889–1954)                 |
| Rodzice                                      | Ludwik Wittelsbach (1913-2008) ∞1950 Irmingard Wittelsbach (ur. 1923)        | Ludwik Wittelsbach (1913-2008) ∞1950 Irmingard Wittelsbach (ur. 1923)             | Ludwik Wittelsbach (1913-2008) ∞1950 Irmingard Wittelsbach (ur. 1923)                        | Ludwik Wittelsbach (1913-2008) ∞1950 Irmingard Wittelsbach (ur. 1923)                        | Ludwik Wittelsbach (1913-2008) ∞1950 Irmingard Wittelsbach (ur. 1923)                               | Ludwik Wittelsbach (1913-2008) ∞1950 Irmingard Wittelsbach (ur. 1923)                               | Ludwik Wittelsbach (1913-2008) ∞1950 Irmingard Wittelsbach (ur. 1923)                      | Ludwik Wittelsbach (1913-2008) ∞1950 Irmingard Wittelsbach (ur. 1923)                                  |
| Luitpold Prinz von Bayern (14 kwietnia 1951) |                                                                              |                                                                                   |                                                                                              |                                                                                              | | |                                                                                            | |